# هنري هيل (سياسي أسترالي)
هنري هيل (بالإنجليزية: Henry Hill)‏ هو سياسي أسترالي وبريطاني (وحمل سابقاً جنسية المملكة المتحدة لبريطانيا العظمى وأيرلندا)، ولد في 1826، وتوفي في 28 يونيو 1910 في أديلايد في أستراليا. انتخب عضو مجلس النواب جنوب أستراليا من الجمعية عن دائرة Electoral district of Port Adelaide ‏ وقد انضم خلال فترته النيابية (4 مايو 1868 – 4 أبريل 1870)  للكتلة البرلمانية مستقل.